# Os Três Princípios do Povo
O livro San Min Chu-i ou San Min Zhu Yi (ou em Português, Três Princípios do Povo) é uma coletânea de palestras ministradas por Sun Yat-sen em 1924 na China. O Livro serve como base ideológica para o tridemismo.

## História
Após a primeira fase da Revolução Chinesa em 1911, a Revolução Xinhai, Sun Yat-sen dirigia o governo da recém proclamada República da China. Naquele momento, Sun compartilhava uma visão mais próxima da democracia ocidental e do capitalismo, No entanto, entre 1913 e 1921, uma série de golpes e conflitos acabaram por reformular toda sua visão e pensamento teórico sobre a sociedade, a economia e a política.
Entre 1921 e o 1.º Congresso Nacional do Kuomintang em 1924, Sun ministrou uma série de palestras tanto para seus membros do Partido Nacionalista da China, quanto para seus aliados do Partido Comunista da China, dando origem aos textos que foram compilados em lançados pela editora do Partido Nacionalista, Min Bao.

## Conteúdo
O Livro é dividido em duas secções com que tem geralmente de 5 a 6 capítulos, correspondentes a conferencias que ele fez, enquanto a terceira e ultima secção de 3 a 4 capítulos.
| Secção                      | Capitulos | Assuntos |
| --------------------------- | --------- | --- |
| O Princípio de Nacionalismo | Primeiro  | - Ausência do Nacionalismo - Diferença entre Nação (Nacionalidade) e Estado - Fatores no desenvolvimento de uma Nação - Processo no último século das nacionalidades ocidentais |
| O Princípio de Nacionalismo | Segundo   | - A raça chinesa é homogênea, mas não unida - A China é uma “hipo-colônia” - O controle estrangeiro das alfândegas chinesas - A perda econômica é representada pela invasão de mercadorias estrangeiras |
| O Princípio de Nacionalismo | Terceiro  | - A oposição à propaganda nacionalista e à Revolução - O cosmopolitismo, desenvolvendo-se no Ocidente para camuflar o imperialismo - O desenvolvimento do nacionalismo é essencial para a existência contínua da nação |
| O Princípio de Nacionalismo | Quarto    | - Causas da Guerra Mundial: rivalidades raciais e luta por territórios - Um resultado esperançoso da guerra, a Revolução Russa - A próxima luta mundial entre oprimidos e opressores - Objetivos hipócritas dos Aliados |
| O Princípio de Nacionalismo | Quinto    | - Como reviver o nacionalismo - O perigo militar, dos Estados Unidos, da Grã-Bretanha, da França - Resistência positiva e negativa à agressão externa |
| O Princípio de Nacionalismo | Sexto     | - A China deve também aprender os pontos substanciais do Ocidente, o conhecimento e o método científico. - A responsabilidade da China para com as nações fracas quando se tornar poderosa. - Má impressão causada pela China ao estrangeiro médio devido à falta de cultura pessoal do chinês |
| O Princípio de Democracia   | Primeiro  | - Definição de “povo” e “soberania” - Funções da soberania: proteção e manutenção - Surto da civilização em regiões favoráveis - Teocracia - A luta do homem com o homem, surto das autocracias - Período moderno das lutas dentro dos Estados, surto da democracia - Está a China preparada para a democracia? - As revoluções americana e francesa - Á falsa teoria de Rousseau sobre os “direitos naturais” do homem |
| O Princípio de Democracia   | Segundo   | - O lema da Revolução Francesa - A realização da liberdade pessoal no Ocidente - A doutrina ocidental da liberdade geralmente mal aplicada - Abuso de liberdade nas escolas e no Partido - O objetivo da Revolução deveria ser a unidade e a liberdade para a nação. |
| O Princípio de Democracia   | Terceiro  | - Igualdade - A liberdade não é um dom natural - Classes sociais e políticas na Europa medieval - As revoluções na Inglaterra, América, França, Rússia - Causas da Guerra Civil [Americana] - A luta continua pela igualdade no Ocidente - A história da organização do trabalho - Necessária a liderança intelectual - Má compreensão da igualdade entre os trabalhadores - O bom governo essencial ao progresso trabalhista |
| O Princípio de Democracia   | Quarto    | - A democracia do Ocidente não trouxe para seus povos uma contribuição plena - Dificuldades na administração de um governo democrático - Luta entre Jefferson e Hamilton nos primeiros dias da República Americana - A Constituição dos Estados Unidos - Porque a China não necessita de uma união federal como os Estados Unidos - Desenvolvimento do sufrágio nas democracias ocidentais - O sufrágio feminino é uma conquista moderna - Governo representativo no Ocidente; seu fracasso na China |
| O Princípio de Democracia   | Quinto    | - Os sistemas políticos do Ocidente não podem ser aplicados “in totum” na China. - A democracia não pode esperar pela inteligência e previsão de todo o povo |
| O Princípio de Democracia   | Sexto     | - A maquinaria do governo - Dificuldade de experimentação no governo - Temor de um governo de grande potência - Os cinco poderes administrativos do governo - Uma constituição de cinco poderes |
| O Princípio de Subsistência | Primeiro  | - Significado de “Min-Sheng” ou a Subsistência do Povo - Novos problemas de subsistência decorrentes da substituição do trabalho humano pela força motriz - Relação entre o Princípio “Min-Sheng”, e o socialismo e o comunismo - Facções dentro dos partidos socialistas do Ocidente e fracasso do socialismo para resolver os problemas de após guerra - A contribuição de Marx para o socialismo - O socialismo utópico e o socialismo científico - A concepção materialista marxista da história - Recentes desenvolvimentos sociais e econômicos, que estão desmentindo a teoria de Marx sobre a luta de classes - A evolução social através do ajustamento de interesses econômicos - As previsões de Marx sobre o colapso do capitalismo não se concretizaram - A subsistência deve ser o centro do sistema solar econômico |
| O Princípio de Subsistência | Segundo   | - A Equalização da propriedade das terras e regulamentação do capital - Métodos revolucionários versus métodos evolucionistas de reforma social e econômica - A luta de classes é possível somente em Estados altamente industrializados - Diferença entre o Princípio “Min-Sheng” e o comunismo quanto aos métodos e não quanto aos princípios - Ausência de uma classe extremamente rica na China; graus de pobreza - O Princípio “Min-Sheng” e sua relação com o comunismo não foram ainda compreendidos no partido - Igualização da propriedade - O Princípio “Min-Sheng” não é um comunismo do presente, mas do futuro - Os métodos de Marx não são aplicáveis à atual situação [da China] - O capital estrangeiro necessário no início                                                                                       |
| O Princípio de Subsistência | Terceiro  | - O problema da alimentação na China - A China é uma nação agrícola, mesmo assim seus camponeses sofrem - Libertação dos camponeses - Combate às pragas - Quatro necessidades da vida: alimentação, vestuário, habitação, meio de transporte - Deveres do Estado e do povo |